# Войдке, Дитмар
Ди́тмар Во́йдке (нем. Dietmar Woidke; род. 22 октября 1961, Форст) — немецкий политик, член СДПГ.
С 28 августа 2013 года занимает пост премьер-министра земли Бранденбург. С 26 августа 2013 года возглавляет земельное отделение партии. С октября 2010 года по август 2013 года находился на должности министра внутренних дел земли Бранденбург, а с ноября 2009 года по ноябрь 2010 года являлся председателем фракции СДПГ в бранденбургском ландтаге.

## Биография
Отец Войдке по профессии слесарь, мать работала бухгалтером в сельскохозяйственном производственном кооперативе. Вместе с братом Дитмар вырос в деревне. Окончив школу в 1980 году и отслужив в армии в Котбусе, в 1982—1987 годах изучал сельское хозяйство, животноводство и физиологию питания в Берлинском университете и получил диплом инженера-агронома. В 1987—1990 годах Войдке работал научным ассистентом в берлинском Институте физиологии питания. В 1990—1992 годах руководил научным отделом компании — производителя минеральных кормов SANO-Mineralfutter GmbH. В дальнейшем занимал административные должности в органах местной власти округов Бранденбурга по вопросам охраны окружающей среды и сельского хозяйства. В 1993 году успешно защитил диссертацию в Берлинском университете.
Дитмар Войдке вступил в СДПГ в 1993 году, в 1994 году был избран в ландтаг Бранденбурга. В 1998—2003 годах до назначения министром являлся депутатом городского собрания Форста. 26 августа 2013 года Войдке был избран председателем земельного отделения партии.
С 13 октября 2004 года по 21 октября 2009 года Войдке занимал должность министра земельного развития, охраны окружающей среды и защиты прав потребителей в правительстве земли Бранденбург. После отставки Райнера Шпеера 23 сентября 2010 года Войдке был назначен 6 октября 2010 года министром внутренних дел и приведён к присяге в ландтаге. Ключевым направлением деятельности на этом посту для Войдке стала модернизация управления в земле Бранденбург, в частности, реформа полиции, направленная на сокращение штатов.
После отставки Маттиаса Платцека 28 августа 2013 года Дитмар Войдке был избран премьер-министром Бранденбурга.
1 ноября 2019 года к Войдке в порядке очереди на годичный период переходит кресло председателя бундесрата.

## Личная жизнь
Дитмар Войдке — протестант. Состоит во втором браке, имеет дочь от первого брака. Вместе с женой и её дочерью от прежнего брака проживает в родительском доме в Форсте.